# Murtaja (isbrytare, 1959)
Murtaja var en finländsk isbrytare, som tjänstgjorde mellan 1959 och 1985.

## Fartyg av klassen
- Karhu
- Murtaja
- Sampo
- Hanse